# Castelfondo
Castelfondo és un municipi italià, dins de la província de Trento. L'any 2007 tenia 636 habitants. Limita amb els municipis de Brez, Fondo, Laurein (BZ), St. Pankraz (BZ) i Unsere Liebe Frau im Walde-St. Felix (BZ).

## Administració
| Període | Identitat   | Partit        |
| ------- | ----------- | ------------- |
| 2004-   | Nadia Ianes | Llista cívica |